# Praga 11
Praga 11 – dzielnica Pragi rozciągająca się na południowy wschód od centrum miasta, na wschód od Wełtawy. Składa się z mniejszych dzielnic: Šeberov, Újezd u Průhonic, Křeslice, Chodov, Háje.
Obszar dzielnicy wynosi 9,79 km² i jest zamieszkiwany przez 78 519 mieszkańców (2008).